# Municipio de Kostenets
El municipio de Kostenets es uno de los 22 municipios de la provincia de Sofía, en Bulgaria. La capital del municipio es la localidad de Kostenets. Abarca una superficie de 302 km² y cuenta con 14.848 habitantes. Se encuentra en el valle de Gorna Banya, en el curso superior del río Maritsa. Limita al sur con las montañas Rila y al norte con el río Sredna Gora. La región posee varios manantiales de agua mineral, que se aprovechan en los balnearios de Momin Prohod, Momina Banya, Kostenets y Pchelinski Bani. El municipio está muy bien comunicado a través de la autopista Trakiya, la carretera de primera clase y la línea férrea que comunica Sofía con Plovdiv.

## Localidades
El municipio comprende las siguientes localidades:
| Localidad                        | Cirílico        | Población (en 2009) |
| -------------------------------- | --------------- | ------------------- |
| Dolna Vasilitsa (Baja Vasilitsa) | Долна Василица  | 0                   |
| Golak                            | Голак           | 2                   |
| Gorna Vasilitsa (Alta Vasilitsa) | Горна Василица  | 257                 |
| Kostenets (ciudad)               | Костенец (град) | 7762                |
| Kostenets (pueblo)               | Костенец (село) | 4025                |
| Momin Prohod                     | Момин проход    | 1788                |
| Ochusha                          | Очуша           | 31                  |
| Pchelin                          | Пчелин          | 274                 |
| Podgorie                         | Подгорие        | 15                  |
| TOTAL                            |                 | 14 154              |